# 林松添

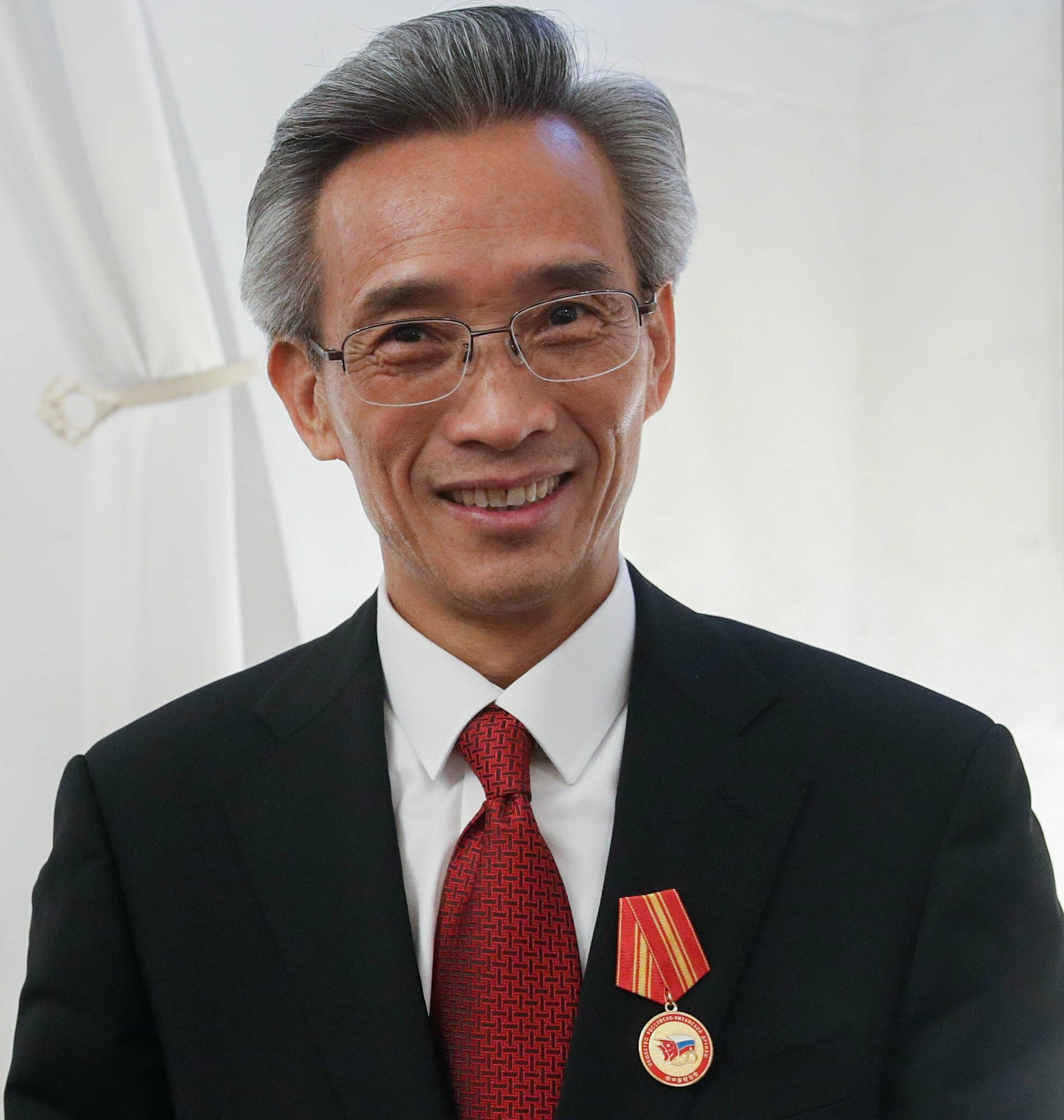
2023

林松添（1960年5月—），男，福建漳州东山陈城镇黄山村人，中华人民共和国政治人物、外交官。曾任中华人民共和国驻南非大使、中国人民对外友好协会全国理事会常务理事、会长，现任中国人民政治协商会议第十四届全国委员会外事委员会副主任。

## 生平
林松添毕业于福建师范大学英语专业。1986年，进入中华人民共和国外交部工作，先后在外交部台湾事务办公室、驻沙特阿拉伯商务代表处、驻沙特阿拉伯大使馆、外交部干部司任职。1999年，任驻赞比亚大使馆参赞。2002年，任外交部非洲司参赞，职级为副司级。2004年3月，出任中华人民共和国驻利比里亚大使。2007年，他改任外交部干部司副司长。2008年5月，任首任中华人民共和国驻马拉维大使。2010年，任外交部外事管理司司长。2014年，任外交部非洲司司长。2017年8月，出任中华人民共和国驻南非大使。2020年3月，自驻南非大使离任。2020年4月9日，任中国人民对外友好协会全国理事会常务理事、会长。2023年，卸任中国人民对外友好协会会长一职。同年，任中国人民政治协商会议第十四届全国委员会外事委员会副主任。

## 家庭
已婚，有一子。